# Oulins
Oulins é uma comuna francesa na região administrativa do Centro, no departamento Eure-et-Loir. Estende-se por uma área de 10,03 km². Em 2010 a comuna tinha 1 229 habitantes (densidade: 122,5 hab./km²).